# Пархоменко, Авенир Иванович
Авенир Иванович Пархоменко (24 марта 1921, Москва — 5 июня 1988, Ленинград) — русский советский живописец, член Ленинградского Союза художников.

## Биография
Пархоменко Авенир Иванович родился 24 марта 1921 года в Москве. Его отец Пархоменко Иван Кириллович (1870—1940) был известным художником-портретистом, мать Вечерницкая Раиса Михайловна (1892—?) — учительницей. В семье были трое старших детей. С ранних лет будущий художник рос в атмосфере творчества, что несомненно повлияло на выбор собственного пути. В автобиографии, написанной в 1953 году, А. Пархоменко вспоминал: «Позируя моему отцу, в нашей семье бывали такие люди, как И. Сталин, Ф. Дзержинский, М. Калинин, С. Будённый, А. Луначарский, А. Новиков-Прибой, Ф. Гладков, Л. Леонов, А. Чапыгин и многие другие».
В 1937 году после окончания средней школы-семилетки А. Пархоменко поехал в Ленинград, где поступил в Среднюю художественную школу при Всероссийской Академии художеств. В 1938 вернулся в Москву во вновь открытую Московскую Среднюю художественную школу. Однако в связи с болезнью отца и тяжёлым материальным положением в 1939 году оставил учёбу. Работал статистиком в Управлении народно-хозяйственного учёта РСФСР, затем электромонтёром 1-го вагонного участка Московского узла Октябрьской железной дороги.
В октябре 1941 года был призван в Красную Армию. Служил сначала в 1105-м учебном батальоне, затем рядовым в 133-м отдельном стрелковом полку на Южном фронте. В конце 1941 был легко ранен. В январе 1942 был демобилизован и направлен по специальности на восстановление ТЭЦ-12 в Москву, где проработал электромонтажником до осени 1945 года. Награждён медалью «За победу над Германией».
В 1945 году поступил на отделение живописи Ленинградского института живописи, скульптуры и архитектуры имени И. Е. Репина. Занимался у Леонида Овсянникова, Михаила Авилова, Ивана Степашкина, Юрия Непринцева. В 1951 году окончил институт по мастерской Р. Френца с присвоением квалификации художника живописи. Дипломная работа — картина «Толстой и Репин в Ясной Поляне». В 1951 был принят в члены Ленинградского Союза художников.
После окончания института был направлен в Тулу, где непродолжительное время работал преподавателем студии повышения квалификации художников. В начале 1952 года возвратился в Ленинград, преподавал на кафедре общей живописи ЛВХПУ имени В. И. Мухиной. С 1951 года участвовал в выставках, экспонируя свои работы вместе с произведениями ведущих мастеров изобразительного искусства Ленинграда. Писал портреты, исторические и жанровые картины, пейзажи. Среди произведений, созданных А. Пархоменко, картины «Горько!» (1957), «В. И. Ленин ранен» (1960), «На дорогах войны» (1965), «Ленин и комсомольцы» (1967), «Выступление В. Ленина» (1970), «Портрет А. Д. Зайцева», «Лейтенант милиции А. И. Колесников», «Портрет жены» (все 1971), «У могилы Неизвестного солдата», «У Вечного Огня» (обе 1980) и другие.
Скончался 5 июня 1988 года в Ленинграде на 68-м году жизни. 
Произведения А. И. Пархоменко находятся в музеях и частных собраниях в России и за рубежом. В 1989—1992 годах работы А. И. Пархоменко с успехом были представлены на выставках и аукционах русской живописи во Франции.

## Выставки
- 1957 год (Ленинград): 1917—1957. Выставка произведений ленинградских художников.
- 1960 год (Ленинград): Выставка произведений ленинградских художников.
- 1960 год (Москва): Советская Россия. Республиканская художественная выставка.
- 1971 год (Ленинград): Наш современник. Каталог выставки произведений ленинградских художников 1971 года.
- 1976 год (Москва): Изобразительное искусство Ленинграда.
- 1980 год (Ленинград): Зональная выставка произведений ленинградских художников.
- 1985 год (Ленинград): 40 лет Великой победы. Выставка произведений художников — ветеранов Великой Отечественной войны.
- Апрель 1991 года (Париж): Выставка «Русские художники».
- Январь 1992 года (Париж): Выставка «Санкт-Петербургская школа».
- Февраль 1993 года (Брюссель): Выставка «Русские художники».